# ライオン・キング/オリジナルサウンドトラック
『ライオン・キング/オリジナルサウンドトラック 』（The Lion King）は、1994年に発表された、映画『ライオン・キング』のオリジナルサウンドトラックアルバム。

## 解説
1994年公開のディズニーの長編アニメーション映画『ライオン・キング』のサウンドトラックアルバム。
エルトンは旧知の作詞家、ティム・ライスとのコンビで楽曲製作に参加した。テーマソング「愛を感じて」を始めとして、ミュージカルパートで使用される楽曲を製作した。映画は大ヒットし、エルトンは1994年アカデミー歌曲賞と、1995年のグラミー賞男性ポップ歌手賞を受賞した。
1～5曲目はエルトンとティム・ライスにより製作され、映画劇中で使用されたミュージカル曲。6～9曲目はハンス・ジマーによる作中劇伴。10～12曲目がエルトン自らのパフォーマンス曲である。
後にブロードウェイミュージカルとなった際、「モーニング・レポート(The Morning Report)」、「食らいつけ(Chow Down)」、「狂気の王スカー(The Madness of King Scar)」を追加で書き下ろしている。「モーニング・レポート」はアニメDVDスペシャルエディション(2003年発売)に追加収録された。

## 収録曲
1. サークル・オブ・ライフ - Circle Of Life　 
  - 歌：カーメン・トゥイリー（英語版）(Carmen Twillie)
2. 王様になるのが待ちきれない - I Just Can't Wait To Be King　 
  - 歌：シンバ（ジェイソン・ウィーヴァー(Jason Weaver)）、ナラ（ローラ・ウィリアムズ(Laura Williams)）、ザズー（ローワン・アトキンソン）
3. 準備をしておけ - Be Prepared　 
  - 歌：スカー（ジェレミー・アイアンズ）、シェンジ（ウーピー・ゴールドバーグ）、バンザイ（チーチ・マリン）、エド（ジム・カミングス）
4. ハクナ・マタタ - Hakuna Matata　 
  - 歌：シンバ（ジェイソン・ウィーヴァー、ジョセフ・ウィリアムズ）、ティモン（ネイサン・レイン）、プンバァ（アーニー・サベラ(Ernie Sabella)）
5. 愛を感じて - Can You Feel The Love Tonight?　 
  - 歌：シンバ（ジョセフ・ウィリアムズ）、ナラ（サリー・ドゥオスキー(Sally Dworsky)）、ティモン（ネイサン・レイン）、プンバァ（アーニー・サベラ）、クリストル・エドワーズ(Kristle Edwards)
6. アフリカの大地 - This Land：インストゥルメンタル
7. 命をかけて - ...To Die For：インストゥルメンタル
8. 星空の下で - Under The Stars：インストゥルメンタル
9. キング・オブ・プライド・ロック - King Of Pride Rock：インストゥルメンタル
10. サークル・オブ・ライフ - Circle Of Life　 
  - 歌：エルトン・ジョン
11. 王様になるのが待ちきれない - I Just Can't Wait To Be King　 
  - 歌：エルトン・ジョン
12. 愛を感じて - Can You Feel The Love Tonight?(End Title) 
  - 歌：エルトン・ジョン

- 作詞　ティム・ライス
- 作曲　エルトン・ジョン、6～9：ハンス・ジマー

### スペシャルエディション盤 ボーナス・トラック
1. モーニング・レポート - The Morning Report
  - 歌：シンバ（ジェイソン・ウィーヴァー(Jason Weaver)）、ムファサ（ジェイムス・アール・ジョーンズ(James Earl Jones))、ザズー（ローワン・アトキンソン）
2. 愛を感じて (Remix) - Can You Feel The Love Tonight? (Remix) 
  - 歌：エルトン・ジョン

## 参加ミュージシャン
エルトンのパフォーマンス曲のみ。
- エルトン・ジョン - Vocal, Piano
- デイビー・ジョンストン - Guitar, Backing Vocal：12曲目
- ガイ・バビロン - Programming, Backing Vocal：12曲目
- オレ・ロモ - Programming
- チャック・セイボー(Chack Sabo) - Drums
- フィル・スポルディング(Phil Spalding) - Bass, Backing Vocal：12曲目
- マシュー・ヴォーン(Matthew Vaughn) - Programming：10曲目
- ロンドン・コミュニティ・ゴスペル・クワイア - Gospel Choir
- キキ・ディー - Backing Vocal：12曲目
- リック・アストリー - Backing Vocal：12曲目

## 製作
- ハンス・ジマー - Arrangement & Producer：1,3,4～9曲目
- マーク・マンシーア - Arrangement & Producer：2曲目
- ジェイ・リフキン - Arrangement & Producer：4曲目

- クリス・トーマス - Producer：10～12曲目
- ポーラ・ジョーンズ(Paula Jones) - Engineer：10～12曲目
- ピート・ルイス(Pete Lewis) - Assistant Engineer：10～12曲目